# William Murdoch
William Murdoch (East Ayrshire, Escócia, 21 de agosto de 1754 — Birmingham, Inglaterra, 15 de novembro de 1839) foi um engenheiro e inventor escocês. A ele é atribuída a invenção da iluminação a gás, e ainda diversas inovações no motor a vapor, com o desenvolvimento de protótipos de locomotivas e barcos a vapor. Também realizou diversas descobertas relacionadas à química. Foi funcionário da Boulton & Watt,onde suas realizações acabaram eclipsadas devido a reputação de Matthew Boulton e James Watt frente à empresa que fundaram.

## Vida e obra
Murdoch nasceu em Cumnock Township, o terceiro dos sete filhos do inquilino e ex- soldado de infantaria John Murdoch. Frequentou primeiro a escola da aldeia e mudou para a Escola Auchinleck aos dez anos, onde o seu professor, autor de um livro de aritmética muito difundido na época, descobriu e incentivou o seu talento matemático especial. Ao mesmo tempo, seu pai apoiou esse talento com seu conhecimento das relações mecânicas e do processamento de madeira e metal. Por exemplo, por volta de 1763, junto com seu pai, ele construiu um "cavalo de madeira" (bicicleta de três rodas com pedais que se moviam com as mãos), que causou grande rebuliço na época. Ele também parece ter sido um ajudante frequente de seu pai nos projetos de pontes que John Murdoch estava supervisionando no condado. A afirmação ocasional de que o próprio jovem William administrou uma dessas construções de pontes e foi o responsável pela construção não tem fundamento e deve ser considerada uma lenda.

### Primeiros anos como engenheiro
Aos 23 anos, Murdoch migrou para 300 milhas de sua cidade natal para Birmingham, o centro da então iniciada Revolução Industrial, para encontrar um emprego com o famoso James Watt. Ele havia fundado a Boulton & Watt apenas dois anos antes para atender à grande demanda por motores a vapor e precisava de trabalhadores qualificados. Boulton, parceiro de Wattficou tão impressionado com o trabalho do jovem Murdoch que lhe deu um emprego para projetar peças de máquinas. Um ano depois, Murdoch foi considerado insubstituível para Boulton e Watt. Por exemplo, em seu primeiro trabalho por conta própria, montando uma máquina a vapor padrão da empresa em uma mina de chumbo, ele aprimorou o arranjo das engrenagens de modo que uma válvula de exaustão do vapor fosse controlada pelo pistão.
A partir de 1779, Murdoch foi o engenheiro-chefe responsável por baixar o lençol freático em uma mina de estanho na Cornualha em nome da Boulton & Watt. Essa era uma prática comum na época; Os motores a vapor não eram simplesmente vendidos, mas também operados e mantidos pela empresa fabricante. Até o pagamento das máquinas era regulado de forma diferente: a empresa manufatureira era paga de acordo com a eficiência com que as máquinas funcionavam. As ideias e novos projetos de Murdoch aumentaram a eficiência com que as máquinas funcionavam a tal ponto que a mina de estanho se tornou uma mina de ouro para a Boulton & Watt. Em 1797, Murdoch estava trabalhando nas minas da Cornualha como engenheiro, não apenas melhorando constantemente a eficácia das máquinas, mas também desenvolvendo mecanismos inteiramente novos como este. Engrenagem planetária, que pela primeira vez permitiu a rotação suave das peças da máquina a partir do movimento linear do pistão. No entanto, o projeto de Murdoch ainda não incluía a engrenagem anelar que é comum hoje. Em 1784 ele desenvolveu uma máquina a vapor que repousava sobre uma placa de base e dirigia suas próprias rodas: a primeira locomotiva, o protótipo de ferrovias a vapor e veículos motorizados. Enquanto Murdoch ainda estava trabalhando com um modelo funcional em 1784, no outono de 1795 ele havia desenvolvido uma versão patenteável de uma locomotiva baseada neste vagão a vapor, mas por instigação de Boulton ele não solicitou uma patente. Em 1801, o primeiro motor de tração capaz de transportar passageiros percorreu as estradas da Grã-Bretanha. Veio da oficina de Murdoch.

### Desenvolvimentos químicos e técnicos
Durante sua carreira como engenheiro, Murdoch inevitavelmente entrou em contato com reações químicas, por exemplo, criando fundações ou trabalhando com carvão para suas máquinas a vapor. Por meio de observação aguçada nessas ocasiões, ele foi capaz de descobrir processos e encontrar aplicações úteis para eles que haviam sido negligenciadas por outros engenheiros. Um exemplo clássico dessa abordagem é a descoberta do cimento de ferro, relatada pela primeira vez por testemunhas oculares em 1784. É uma mistura de cloreto de amônio (NH4Cl) e limalha de ferro que endurece particularmente bem. Murdoch supostamente descobriu a mistura quando, em um saco, esses dois componentes foram acidentalmente misturados e curados em um bloco muito sólido. Este material foi usado com sucesso por Murdoch para criar conexões fortes e seguras em pontos críticos em seus motores a vapor (conexões de tubos, acessórios de válvulas, etc.) a soldagem ainda não foi inventado naquela época; além disso, os materiais da época não teriam permitido isso de qualquer maneira. Como resultado, as juntas no sistema de tubulação frequentemente se rompia antes da descoberta de Murdoch.
Por outro lado, seu objetivo era desenvolver um método alternativo de produção de cola de peixe (isinglass), uma substância colagenosa obtida principalmente da bexiga natatória de esturjões e usada por cervejeiros e enólogos para precipitar (“clarificar”) proteínas da fermentação processo. Como o Isinglass tinha que ser importado da distante Rússia, era muito caro. O substituto de Murdoch era feito do bacalhau muito mais barato, que também podia ser pescado em suas próprias águas. As investigações de conhecidas autoridades britânicas, sobretudo do químico Sir Humphry Davy, confirmou a síntese bem sucedida. Posteriormente, Murdoch recebeu uma quantia de £ 2 000 da British Brewers. Em reconhecimento ao desenvolvimento do British Isinglass, muito mais barato.

### Iluminação a gás
O mais conhecido dos desenvolvimentos de Murdoch é a iluminação a gás. Baseava-se em outra observação que fizera enquanto trabalhava com motores a vapor: o carvão aquecido desenvolve um gás combustível que pode ser passado por tubos e queimado em outro lugar. Por volta de 1792 - aqui os relatos de testemunhas oculares se contradizem, e os próprios registros de Murdoch são obviamente desconhecidos - Murdoch começou a experimentar quais materiais eram adequados para a produção de gás combustível. Experimentos com carvão, madeira e turfa são documentados; Murdoch também pesquisou a quantidade e a qualidade do gás produzido. Em 1794, há muitos relatos de Murdoch aquecendo carvão em uma pequena retorta e passando o gás resultante por um tubo de ferro de um metro de comprimento até o cano de uma velha arma, onde o queimou. No mesmo ano começaram os experimentos com a substituição de velas para a iluminação interna da casa de Murdoch em Redrouth, para a qual ele montou uma retorta maior no pátio de sua propriedade e direcionou os gases ali produzidos por um pequeno cano para sua sala de jantar. A linha havia passado por um buraco na moldura da janela e terminava sob o teto acima da mesa. Murdoch até desenvolveu uma lanterna de mão movida a gás durante esse período.
Em 1798, Murdoch começou a iluminação experimental a gás em sua fundição em Smethwick; esses experimentos duraram até 1802. Presumivelmente, no entanto, todo o edifício não estava iluminado naquela época, nem sua iluminação a gás estava ativa o tempo todo. Isso só foi realizado pela primeira vez em 1805, quando Murdoch equipou a fábrica de algodão dos empresários Phillips e Lee em Manchester com inicialmente 50 e depois até 904 lâmpadas a gás. Ao fazer isso, Murdoch foi capaz de resolver o sério problema de odor resultante do gás de carvão aquecendo o calcário junto com os carvões. O calor ótimo para o desenvolvimento das maiores quantidades possíveis de gás do carvão também foi esclarecido experimentalmente neste projeto. A Royal Society concedeu-lhe a Medalha Rumford em 1806 pelo desenvolvimento do que mais tarde ficou conhecido como gás de cidade e pela primeira aplicação comercial de sua descoberta. Em 1810, Murdoch tornou-se sócio de "sua" empresa, Boulton & Watt. Por volta de 1809, Murdoch desenvolveu uma forma prática de iluminação de ruas e casas para seu empregador usando lanternas a gás. No entanto, a empresa desperdiçou suas chances iniciais como monopolista, apoiada pelo Parlamento britânico por um tempo, porque não deu continuidade ao desenvolvimento. Em 1812, o apoio do Parlamento caiu e a empresa enfrentou concorrência; Em 1814 deixou de produzir lamparinas a gás, tubos de gás e acessórios de produção. Um erro, como se viu: apenas algumas décadas depois, quase todas as cidades da Inglaterra e muitas grandes cidades da Europa estavam equipadas com iluminação a gás e seus próprios serviços públicos. Como Murdoch não havia patenteado seus desenvolvimentos a conselho de James Watt junior e suas próprias experiências negativas em outro caso, ele não poderia ganhar dinheiro com royalties. Como a empresa Boulton & Watt, para a qual ainda trabalhava, também saiu rapidamente de produção, os esforços de Murdoch não foram recompensados.

### Barcos a vapor
Os motores a vapor da empresa Boulton & Watt não foram utilizados apenas para a operação de minas de carvão, mas logo também serviram de base experimental para a motorização de navios. Em 1807, o Clermont, o primeiro navio a vapor no rio Hudson, era movido por um motor Watt. Murdoch foi o engenheiro-chefe da empresa para o desenvolvimento e supervisão da máquina. No início, isso era apenas um negócio paralelo. A partir de 1817, no entanto, a empresa voltou-se para o desenvolvimento de navios a vapor com grande energia. Naquele ano, James Watt jr. O Caledonia, um navio a vapor que inicialmente atingiu uma velocidade de cruzeiro de 8 mph, após os ajustes de Murdoch de 12 mph (equivalente a cerca de 20 km/h). Ela ganhou corridas e atravessou o canal para subir o Reno de Rotterdam. Esses sucessos conscientizaram a Marinha Britânica da tecnologia de propulsão. Rapidamente ficou claro que as máquinas da Boulton & Watt – isto é, os projetos de Murdoch – eram as mais maduras. Entre 1813 e 1825 a empresa produziu caldeiras a vapor para a Marinha com um total de 3 000 cavalos de potência, o que corresponde a cerca de 40-60 caldeiras.

### Trabalho atrasado e aposentadoria
Além de seu trabalho para Boulton & Watt, Murdoch concebeu uma série de outras construções, algumas das quais ainda existem hoje de forma semelhante. Em 1815 ele desenvolveu o primeiro aquecedor - com um sistema de aquecimento cuja circulação se baseia exclusivamente nas diferenças de densidade da água e na resultante flutuabilidade da água. O sistema não requer uma bomba de circulação - para a casa de banho Lemmington Spa. Quando se mudou para uma nova casa em Handsworth, um subúrbio de Birmingham, em 1817, ele a equipou com, entre outras coisas, uma campainha operada a ar e um ar-condicionado. Claro que foi iluminado por gás. Em 1830, aos 76 anos, Murdoch encerrou sua parceria com a Boulton & Watt. Embora ele recebesse um salário anual de £ 1 000, que era muito bem ganho, sua saúde debilitada e os maus negócios da empresa o forçaram a fazê-lo.

Murdoch morreu em sua casa em Handsworth em 15 de novembro de 1839 e foi enterrado logo depois no cemitério da Igreja de St Mary em sua paróquia natal. Ele foi homenageado várias vezes por estátuas e nomes de ruas na Inglaterra.